# Vieux-Thann

Vieux-Thann este o comună în departamentul Haut-Rhin din estul Franței. În 2009 avea o populație de 2.872 de locuitori.

## Evoluția populației
| An        | 1975  | 1982  | 1990  | 1999  | 2006  | 2009  |
| --------- | ----- | ----- | ----- | ----- | ----- | ----- |
| Populație | 2.889 | 2.770 | 2.864 | 2.979 | 2.873 | 2.872 |